# Salezjanie Współpracownicy
Stowarzyszenie Salezjanów Współpracowników (SSCC, ASC – Associazione dei Salesiani Cooperatori, SSW, także: salezjanie współpracownicy, dawniej: stowarzyszenie współpracowników salezjańskich) – trzecia gałąź Rodziny Salezjańskiej, stowarzyszenie publiczne wiernych założone przez św. Jana Bosko i zatwierdzone przez Stolicę Apostolską 9 maja 1876 roku.

## Charakterystyka

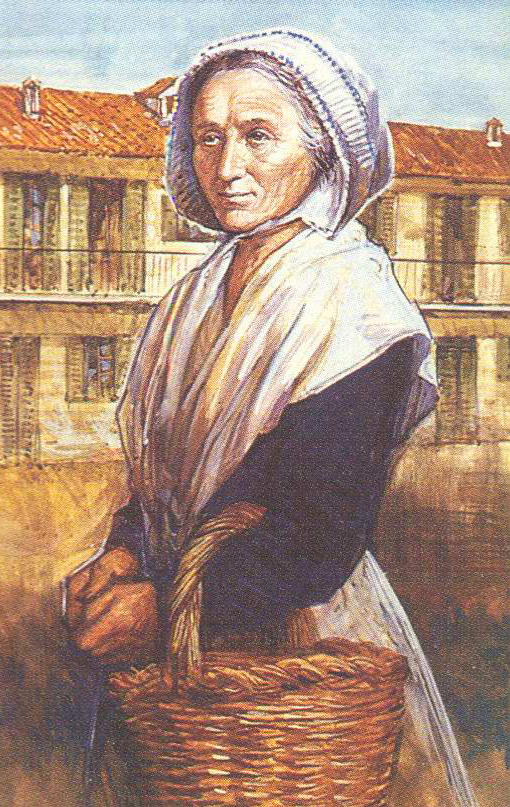
Małgorzata Occhiena („Matusia Małgorzata”) – matka i pierwsza współpracownica św. Jana Bosko.

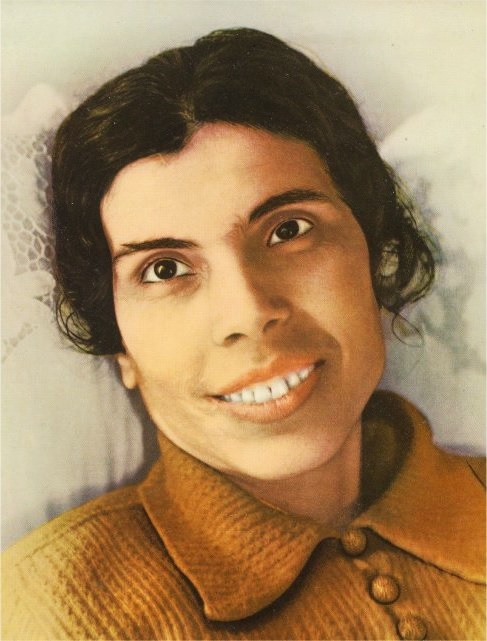
Bł. Aleksandrina od Balazar – portugalska mistyczka i salezjanka współpracownica.

Stowarzyszenie wnosi do Rodziny Salezjańskiej specyficzne wartości stanu świeckiego, szanując odrębną tożsamość i autonomię Towarzystwa Salezjańskiego (salezjanów) oraz Instytutu Córek Maryi Wspomożycielki (salezjanek).
Zgodnie z zamysłem założyciela, stowarzyszenie jest otwarte zarówno dla osób świeckich, jak i dla kleru diecezjalnego. Salezjanie współpracownicy świeccy żyją duchem salezjańskim w codziennych sytuacjach swego życia i pracy, z uwzględnieniem pełnionych przez siebie świeckich funkcji. Z kolei salezjanie współpracownicy biskupi, kapłani i diakoni, w swojej posłudze duchownego diecezjalnego, czerpią natchnienie z miłości duszpasterskiej św. Jana Bosko, który na uprzywilejowanym miejscu stawiał młodzież i warstwy ludowe.
Stowarzyszenie salezjanów współpracowników posiada kościelną i publiczną osobowość prawną, i ma swoją główną siedzibę w Rzymie. Przełożonym i moderatorem stowarzyszenia jest przełożony generalny Towarzystwa Salezjańskiego.

## Tekst przyrzeczenia
„Ojcze, uwielbiam Cię, bo jesteś dobry i kochasz wszystkich.
Dziękuję Ci, żeś mnie stworzył i odkupił,
żeś mnie powołał, abym był częścią Twojego Kościoła,
i że dałeś mi poznać w nim Rodzinę apostolską księdza Bosko,
która żyje dla Ciebie w służbie młodzieży i środowisk ludowych.
Pociągnięty/a przez Twoją miłosierną Miłość,
chcę Cię kochać, czyniąc dobro.
Dlatego
PRZYRZEKAM
żyć (jako duchowny) według Programu Życia Apostolskiego Stowarzyszenia Salezjanów Współpracowników, a mianowicie:
– być wiernym/ą uczniem/uczennicą Chrystusa w Kościele katolickim,
– pracować w Twoim Królestwie, szczególnie dla dobra i zbawienia młodzieży,
– zgłębiać i dawać świadectwo ducha salezjańskiego,
– współpracować, w zjednoczeniu z Rodziną Salezjańską, w apostolskich inicjatywach Kościoła
lokalnego.
Obdarz mnie, Ojcze, mocą Twojego Ducha,
abym umiał/a być wiernym świadkiem tych zobowiązań.
Maryja Wspomożycielka, Matka Kościoła,
niech mi towarzyszy i niech mnie prowadzi w tym wyborze życiowym.

Amen”.

## Znani salezjanie współpracownicy

### Błogosławieni
- bł. Aleksandrina od Balazar,
- bł. Giuseppe Toniolo.

### Inni Współpracownicy
- służebnica Boża Matilde Salem